# اوست
latitudeاوستlongitudeاوست
اوست (به انگلیسی: Ossett) یک منطقهٔ مسکونی در انگلستان است که در یورکشایر و هامبر واقع شده‌است.

## خصوصیات
اوست ۲۱٬۰۷۶ نفر جمعیت دارد.